# ثنائي المساري

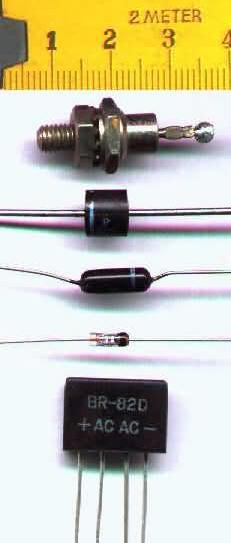
أنواع مختلفة من الصمام الثنائي

الصمام الثنائي أو ثنائي المساري أو ثنائي المسرى أو اختصاراً الثنائي (بالإنجليزية: Diode)‏ وتنقحر إلى الديود، هو في الكهرباء والإلكترونيات نبيطة إلكترونية ينحصر دوره في السماح لـ التيار الكهربائي بالمرور في اتجاه واحد فقط. قبل اكتشاف أشباه الموصلات كانت أنابيب إلكترونية كبيرة تقوم بهذه المهمة وتسمى صمامات.
يوصل الديود التيار الكهربائي في اتجاه واحد فقط، ويعمل كعازل في الاتجاه المضاد. لذلك إذا دخله جهد متردد فهو يترك التيار يسير في نصف دورة الجهد ويمنع سريان التيار في نصف الدورة الأخرى، ويعمل بذلك كمقوم، أي يحول التيار المتردد إلى تيار مستمر.
في حالة استخدام ديود واحد لتقويم التيار فهو يرسل تيارا مستمرا نابضا، ولكن يمكن بواسطة قنطرة تحتوي على 4 ديودات القيام بعملية التقويم جيدا وتقل التموجات.
الصمام الثنائي هو مكون إلكتروني ذو طرفين يقوم بتوصيل التيار بشكل أساسي في اتجاه واحد (التوصيل غير المتماثل)؛ لديها مقاومة منخفضة (من الناحية المثالية صفر) في اتجاه واحد، ومقاومة عالية (غير محدودة بشكل مثالي) في الاتجاه الآخر. الأنبوب المفرغ للديود أو الصمام الثنائي الحراري هو أنبوب مفرغ به قطبين، كاثود ساخن ولوحة، حيث يمكن للإلكترونات أن تتدفق في اتجاه واحد فقط، من الكاثود إلى اللوحة. الصمام الثنائي أشباه الموصلات، النوع الأكثر استخدامًا اليوم، هو قطعة بلورية من مادة شبه موصلة مع تقاطع p-n متصل بطرفين كهربائيين. كانت الثنائيات شبه الموصلة أول الأجهزة الإلكترونية أشباه الموصلات. تم اكتشاف التوصيل الكهربائي غير المتماثل عبر التلامس بين معدن بلوري ومعدن بواسطة الفيزيائي الألماني فرديناند براون في عام 1874. اليوم، معظم الثنائيات مصنوعة من السيليكون، ولكن يتم أيضًا استخدام مواد أخرى شبه موصلة مثل زرنيخيد الغاليوم والجرمانيوم.

## استعمالاته

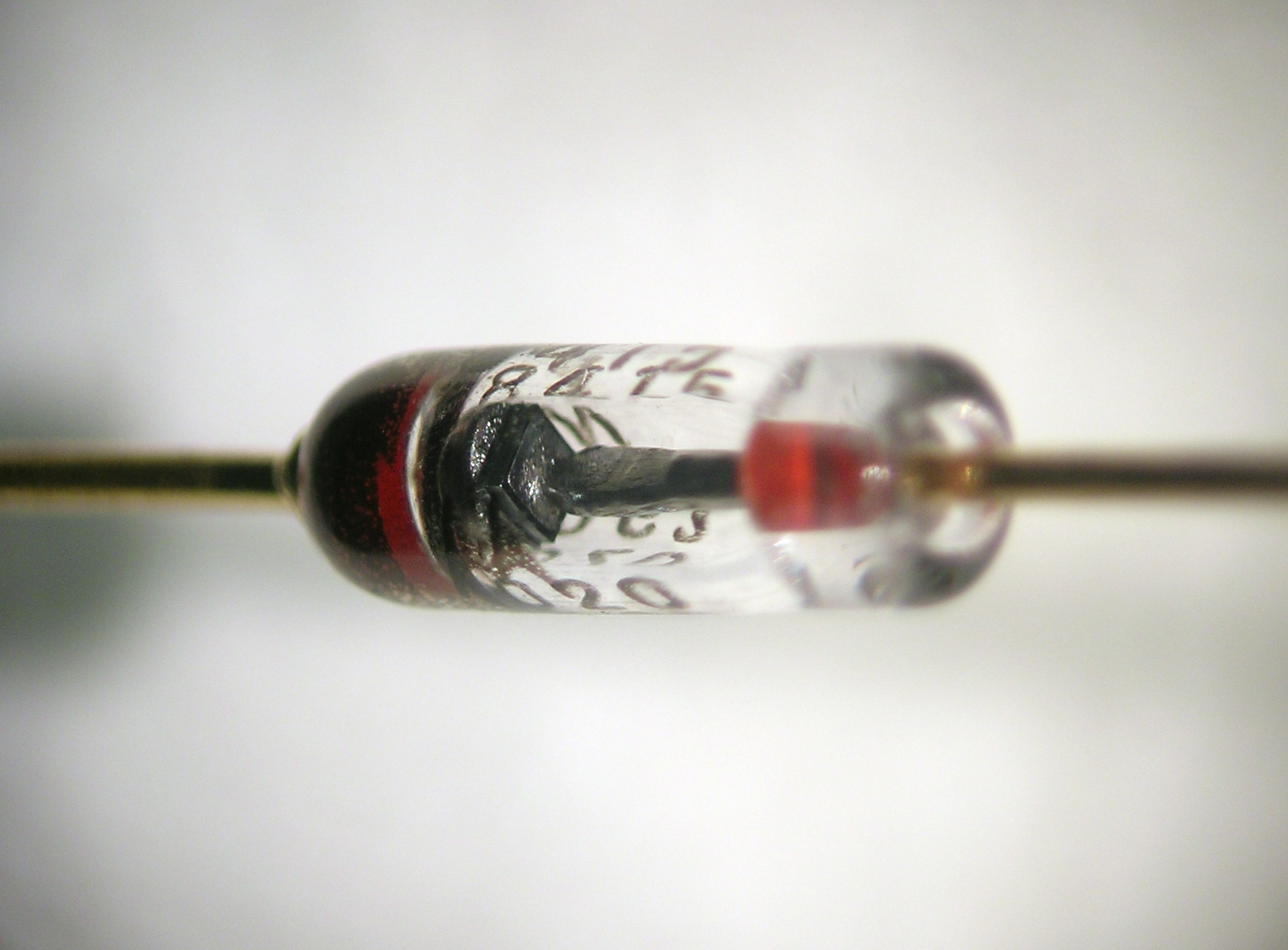
ديود ويظهر فيه بلورة شبه موصل (أسود إلى اليسار).

تستعمل الصمامات الثنائية غالبا في الدوائر المدمجة، وفي تقويم التيار المتردد، وتشكل مع المقاحل أهم العناصر الفاعلة. كما أنها تستعمل في الدوائر التي يراد أن يمر فيه التيار في جهة واحدة كمقوم للتيارات المترددة:
- في الدوائر التي يحافظ فيها على قيمة ثابتة للجهد الكهربائي.
- بواسطة ثنائي زنر يمكن وصل الصمام بين طرفي المولد (السالب والموجب)، ويصبح الصمام ممرا للتيار بمجرد أن يزيد الجهد عن قيمة معينة، فتنغلق الدارة بين طرفي المولد مما يتسبب في حرق المنصهرة، وتنجو بالتالي بقية المكونات.
- يتم استعمال الصمامات الثنائية عند تقويم التيار المتردد:
  - تقويم نصف الموجة: ويستعمل فيه صمام واحد.
  - تقويم الموجة الكاملة: ويتم تشكيل الصمامات بطرق مختلفة حسب الوظيفة وتسمى التشكيلات بالجسور.
  - الدايودات الباعثة للضوء الأحمر تقوم بمساعدة النباتات على النمو في محطة الفضاء الدولية.[7]
  - جهاز ووارب 75 وارب 10 وهما عبارة وحدة دايودات باعثة للضوء (LED)، محمولة وعالية الشدة يساعد وارب 10 على أراحة آلام العضلات والمفاصل، آلام ألتهاب المفاصل، التصلب، تشنج العضلات ما يقدمه الجهاز هو راحة مؤقتة وليس علاجاً دائماً. ويستخدم هذا الجهاز حالياً من قِبل وزارة الدفاع الأمريكية والبحرية الأمريكية. اما نسخته وارب 75 فيستعمل في إراحة آلام المرضى الذين أجريت لهم عمليات نقل نخاع العظم، وسيُستعمل أيضاً في محاربة أعراض العديد من الأمراض الأخرى، مثل: ضمور العظام، التصلبات المتعددة للأنسجة، التعقيدات السكرية، مرض باركينسون.[7]

## تركيبه ومبدأ عمله
يعتمد الصمام الثنائي على آلية عمل الوصلة الثنائية. وهما يعملان بشكل متعاكس ولكن بنفس المبدأ.

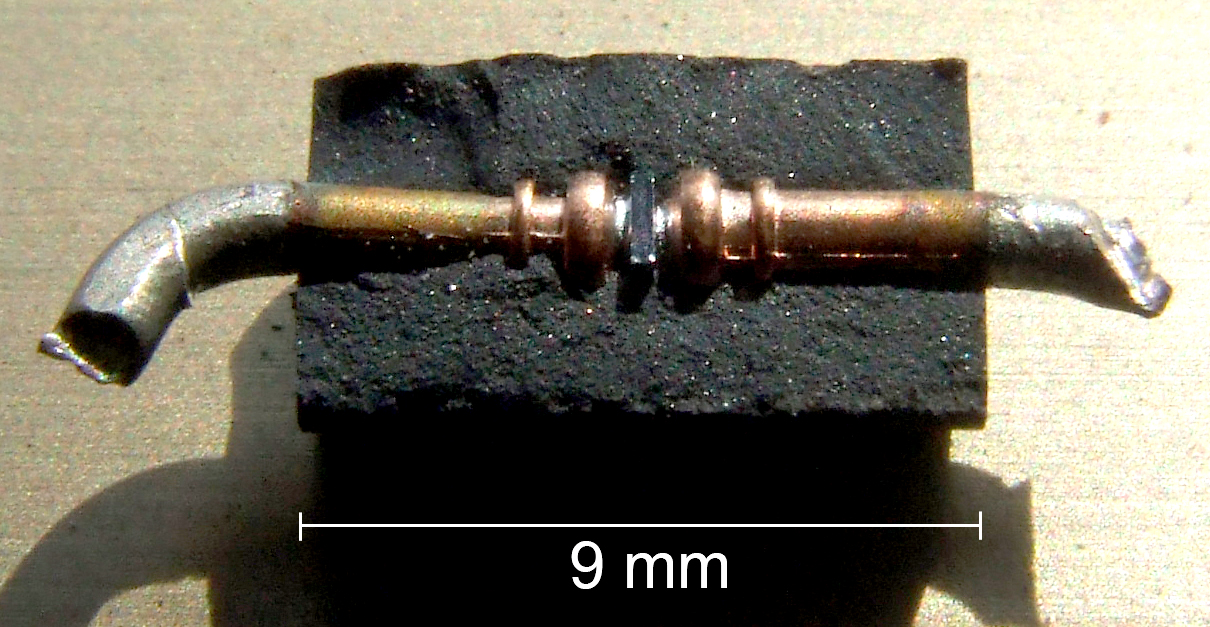
ديود شوتكي 3 أمبير نوع (1N5822). مقسوم لرؤيته: السلك (أحد القطبين) يضغط على بلورة سليكون للمساعدة على تشتيت الحرارة.

مبدأ عمل ثنائي شبه الموصلات نفس طريقة وصلة بي إن ويتكون في الغالب من السليكون، أو الجرمانيوم المشوب، كما ينطبق مبدأ العمل هذا أيضا على وصلة شوتكي.
من المواد الشبه موصلة التي تستخدم أيضا في تصنيع الديود «الجاليوم أرزنيد».
تعتمد سماحية تمرير الكهرباء في مثل تلك الوصلة على قطبية الجهد الكهربائي المستخدم على المصعد (ذو تشويب من «نوع بي») وقطبية المهبط (وهو شبه موصل مشوب «بنوع إن» من مواد التشويب، وبالتالي تعتمد سماحيته لاتجاه التيار المار فيه.
الوصلة بي-إن (المساحة الرمادية اللون) هي منطقة خالية من حاملات الشحنة الحرة الحركة، ذلك لأن الفجوات وهي حاملات شحنة موجبة في بلورة مشوبة «بنوع p»، أي positive ، وحاملات الشحنات السالبة (إلكترونات حرة) الموجودة في البلورة الثانية المشوبة «بنوع n» تتخلل السطح الفاصل إلى الجهة الأخرى قليلا وتتعادلان كهربائيا (أنظر وصلة بي إن)
الذرات الدخيلة المتسببة في التشويب تكون ثابتة في أماكنها لا تتحرك ويكونوا أيونات وإلكترونات ينتج عنها جهدا كهربائيا ساكنا، يعمل على فصل المنطقتين عن بعضهما البعض، ويوقف عملية الاتحاد بين الشحنات الموجبة والسالبة في المنتصف، وتصل إلى حالة اتزان في التوزيع، هذا الجهد يسمى «جهد الانتشار».
ينتشر جهد الانتشار هذا في كل الثنائي. ويمكن عن طريق توصيل جهد كهربائي خارجي - بحسب قطبية التوصيل -
معادلة جهد الانتشار، فيصبح الوصلة بي-إن موصلة للتيار، أو يمكنه تقوية جهد الانتشار، فتبقى الوصلة عازلة للتيار.
- وصلةp-n 

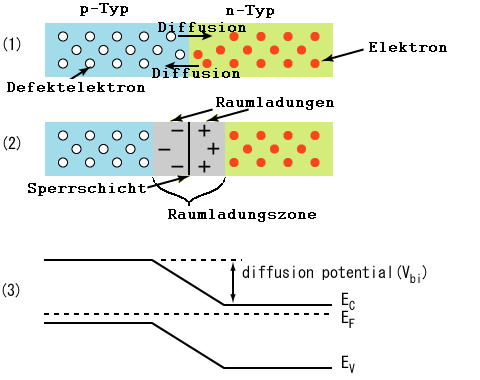
أعلى:قبل انتشار الشحنات، -الوسط:بعد انتشار الشحنات، -أسفل:توزيع الجهد
pn-Diode
ديود شوتكي

في وصلة شوتكي يستخدم معدن كأحد اقطاب الثنائي.

## الأنواع والرموز
يوجد أنواع كثيرة للصمام وكل رمز يمثل نوع، وفي الدوائر الكهربية يتم تمثيل كل نوع برمزه الخاص.

ثنائي مساري شبه موصل
صمام ثنائي باعث للضوء
ثنائي ضوئي
وصلة شوتكي
صمام متغير مع الجهد
ثنائي مساري نفقي
ثنائي مساري متغير السعة
ثنائي أقطاب زنر
مهبط

## الأجهزة ذات الصلة
- مقوم
- ترانزستور
- ثايرستور or silicon controlled rectifier (SCR)
- ترياك
- الدياك
- فاريستور

في البصريات، يكون الجهاز المكافئ للديود ولكن مع ضوء الليزر هو المعزل البصري، المعروف أيضًا باسم الصمام الثنائي البصري، الذي يسمح للضوء بالمرور في اتجاه واحد فقط. يستخدم دوار فاراداي كمكون رئيسي.

## الاختصارات
عادة ما يشار إلى الثنائيات باسم D للديود على لوحة دارات مطبوعة. في بعض الأحيان يتم استخدام الاختصار CR لمعدل الكريستال.